# Асахина, Мадока
Мадока Асахина (яп. 朝日奈 丸佳 Асахина Мадока, род. 17 декабря 1993 года, префектура Сидзуока, Япония) — японская сэйю. Лауреат премии Seiyu Awards в категории «Лучшая начинающая актриса» (2020).

## Биография
Мадока Асахина родилась 17 декабря 1993 года в префектуре Сидзуока. Приняла решение стать сэйю после просмотра аниме-сериала «Стальной алхимик» (2003), в котором главного героя Эдварда Элрика озвучила Роми Паку.
В 2015 году Асахина успешно прошла пробы на роль призывательницы демонов Такуритан в компьютерной игре Chain Chronicle и выиграла гран-при в категории «Majin». Во время показа «особых талантов», организованного для оценки актёрского мастерства, Асахина продемонстрировала костюм Такуритан, который смастерила самостоятельно.
В конце марта 2016 года Асахина получила роль Нэнэ Сакуры в аниме-сериале New Game!. В Hina Logi ~from Luck & Logic~ (2017) она озвучила Лионес Елистратову и совместно с Хибику Ямамурой и Нацуми Такамори исполнила закрывающую музыкальную тему «Baby Bird ~Gakuen Logic~». В декабре 2018 года была утверждена на роль Асуми Коминами в аниме-сериале We Never Learn, состоящий из двух сезонов и транслировавшийся с апреля по декабрь 2019 года. В рамках второго сезона Асахина в составе группы Study исполнила открывающую музыкальную тему «Can now, Can now». В число озвученных Асахиной персонажей входят: Селен Хемуэн в аниме-сериале Suppose a Kid from the Last Dungeon Boonies Moved to a Starter Town (2021), Юдзуки Сито в полнометражном аниме-фильме Joshi Kosei to Maho no Note (2022), Миа Кристоф в аниме-сериале TenPuru (2023) и другие.
Посещала бесплатную частную школу Team BareboAt, открытую Мэгуми Огатой в июне 2019 года. В начале марта 2020 года Асахина совместно с пятью актрисами-сэйю получила премию Seiyu Awards в категории «Лучшая начинающая актриса».

## Избранная фильмография

### Аниме-сериалы
2015
- Tantei Team KZ Jiken Note — Нако Татибана, девушка, ученица A

2016
- 12-Sai.: Chicchana Mune no Tokimeki — служащая-гяру, школьница, Миками, сотрудница
- Love Live! Sunshine!! — горничная, мать, студентка колледжа, школьница, ученица
- New Game! — Нэнэ Сакура[5]
- Nurse Witch Komugi-chan R — Маки[14]
- Pan de Peace! — Маи Каваи
- Reikenzan: Hoshikuzu-tachi no Utage — кандидатка
- Space Patrol Luluco — ученица-инопланетянка[15]
- «Покемон: Солнце и Луна» — Рапп[16]

2017
- BanG Dream! — Фумика Мори, Кинако Митарай
- Idol Time PriPara — Сюка Ханадзоно[17]
- Hina Logi ~from Luck & Logic~ — Лионес Елистратова[6]
- Little Witch Academia — Эйвери
- New Game!! — Нэнэ Сакура[18]
- Yowamushi Pedal: New Generation — зритель

2018
- Mitsuboshi Colors — Тадокоро
- Teasing Master Takagi-san — Сумирэ Такагава

2019
- Azur Lane — Югурэ, Хатакадзэ
- Hachigatsu no Cinderella Nine — Тикагэ Хондзё[19]
- Teasing Master Takagi-san (второй сезон) — Сумирэ Такагава
- We Never Learn — Асуми Коминами[7]
- «Госпожа Кагуя: В любви как на войне» — Карэн Кино

2020
- Mewkledreamy — Футами Кусама
- Seton Academy: Join the Pack! — Пан Сарухара
- The Misfit of Demon King Academy — Джессика Арнест, девушка в чёрной униформе
- «Госпожа Кагуя: В любви как на войне?» — Карэн Кино

2021
- Suppose a Kid from the Last Dungeon Boonies Moved to a Starter Town — Селен Хемуэн[9]

2022
- In the Heart of Kunoichi Tsubaki — Уикё[20]
- Nanashi Kaidan — Коко[21]
- Teasing Master Takagi-san (третий сезон) — Сумирэ Такагава
- «Госпожа Кагуя: В любви как на войне — Ультраромантика» — Карэн Кино

2023
- TenPuru — Миа Кристоф[11]
- The Devil Is a Part-Timer!! — Асьет Алла[22]
- The Misfit of Demon King Academy (первая часть второго сезона) — Джессика Арнест

2024
- Goodbye, Dragon Life — Мар[23]
- Murder Mystery of the Dead — Румина[24]
- PuniRunes Puni 2 — Томорун[25]
- The Misfit of Demon King Academy (вторая часть второго сезона) — Джессика Арнест
- «Эльф не может похудеть» — Райка[26]

2025
- Hitozuma no Kuchibiru wa Kan Chuhai no Aji ga Shite (версия для телеэфира) — Аи Нацуно[27]

### Аниме-фильмы
- 2022 — Joshi Kosei to Maho no Note — Юдзуки Сито[10]
- 2022 — «Госпожа Кагуя: В любви как на войне — Первый поцелуй никогда не заканчивается» — Карэн Кино

### OVA/ONA
- 2017 — Karada Sagashi — Риэ Наруто[28]
- 2019 — We Never Learn: The Predecessor [X] with Elegance with the Missing Item on the Beach — Асуми Коминами
- 2020 — We Never Learn: Church Bells Blessing [X] — Асуми Коминами

### Аудиодрамы
- 2021 — Magical Girls Liz and Naruby’s Daily Life — Наруби[29]

### Компьютерные игры
2015
- Chain Chronicle — Такуритан[3][4]

2017
- Azur Lane — Югурэ[30], Камикадзэ[31]
- Little Witch Academia: Chamber of Time — Эйвери[32]
- Magia Record — Мияко Хинано
- New Game!: The Challenge Stage — Нэнэ Сакура[33]

2018
- Azur Lane — Мацукадзэ, Хатакадзэ[34]

2019
- Girls’ Frontline — R5 Remington Gas Piston

2020
- Death end re;Quest 2 — Роттен Доллхарт[35]
- Fate/Grand Order — Вритра[36]
- Girls’ Frontline — Winchester Liberator[37]
- To Aru Majutsu no Index: Imaginary Fest — Нян-Нян

2021
- Gate of Nightmares — Микан[38]
- Monark — Тиё Айкава[39]
- Touhou LostWord — Мерлин Призмривер

2023
- TEVI — Риббон, Си Си

2024
- Death end re;Quest Code Z — Роттен Доллхарт[40]
- Girls’ Frontline 2: Exilium — Мэйлин

## Награды и номинации
| Год  | Награда      | Результат | Категория | Работа | Прим.  |
| ---- | ------------ | --------- | --- | ------ | ------ |
| 2020 | Seiyu Awards | Победа    | Лучшая начинающая актриса (вместе с Ай Файруз, Михо Окасаки, Миюри Симабукуро, Наной Мори и Саюми Судзусиро) | н/д    | [ 13 ] |